# Marxheim
Marxheim je obec v německé spolkové zemi Bavorsko, ve vládním obvodu Švábsko, v okrese Dunaj-Ries. Marxheim leží na levém břehu Dunaje nedaleko místa, kde do Dunaje ústí Lech, zhruba patnáct kilometrů na východ od Donauwörthu.
Obcí prochází Dunajská cyklostezka.